# Classe Super Dvora Mk III
La classe Super Dvora Mark III est la dernière génération de patrouilleurs rapides type classe Dvora de la marine israélienne construite par la firme IAI Ramta pour être utilisée à la sécurité maritime des côtes et à la lutte anti-terroriste à partir de 2004.

## Développement
Sur une même plateforme de Super Dvora, Israel Aerospace Industries propose diverses configurations avec des systèmes différents d'armement.
| Déplacement | - 64 tonnes (Standard) - 72 tonnes (à pleine charge)                                                                                               |
| Dimensions  | - Longueur: 27,40 m - maître-bau : 5,74 m - tirant d'eau : 1,20 m                                                                                  |
| Propulsion  | - 4175 cv - 3 MTU type 12v396 TE94 diesels - 3 Arneson outdrive semi-submersible props                                                             |
| Performance | - Vitesse : 45 nœuds (83 km/h) - Rayon d'action: 700 milles à 14 nœuds                                                                             |
| Équipage    | - 9 |
| Armement    | - Missiles: AGM-114 Hellfire de Lockheed Martin - Canons : 2x20 mm Anti-aérien, 2x12,7 mm MG, 1 canon sans recul de 84 mm - Radar: 1 type Raytheon |

## Opérateurs

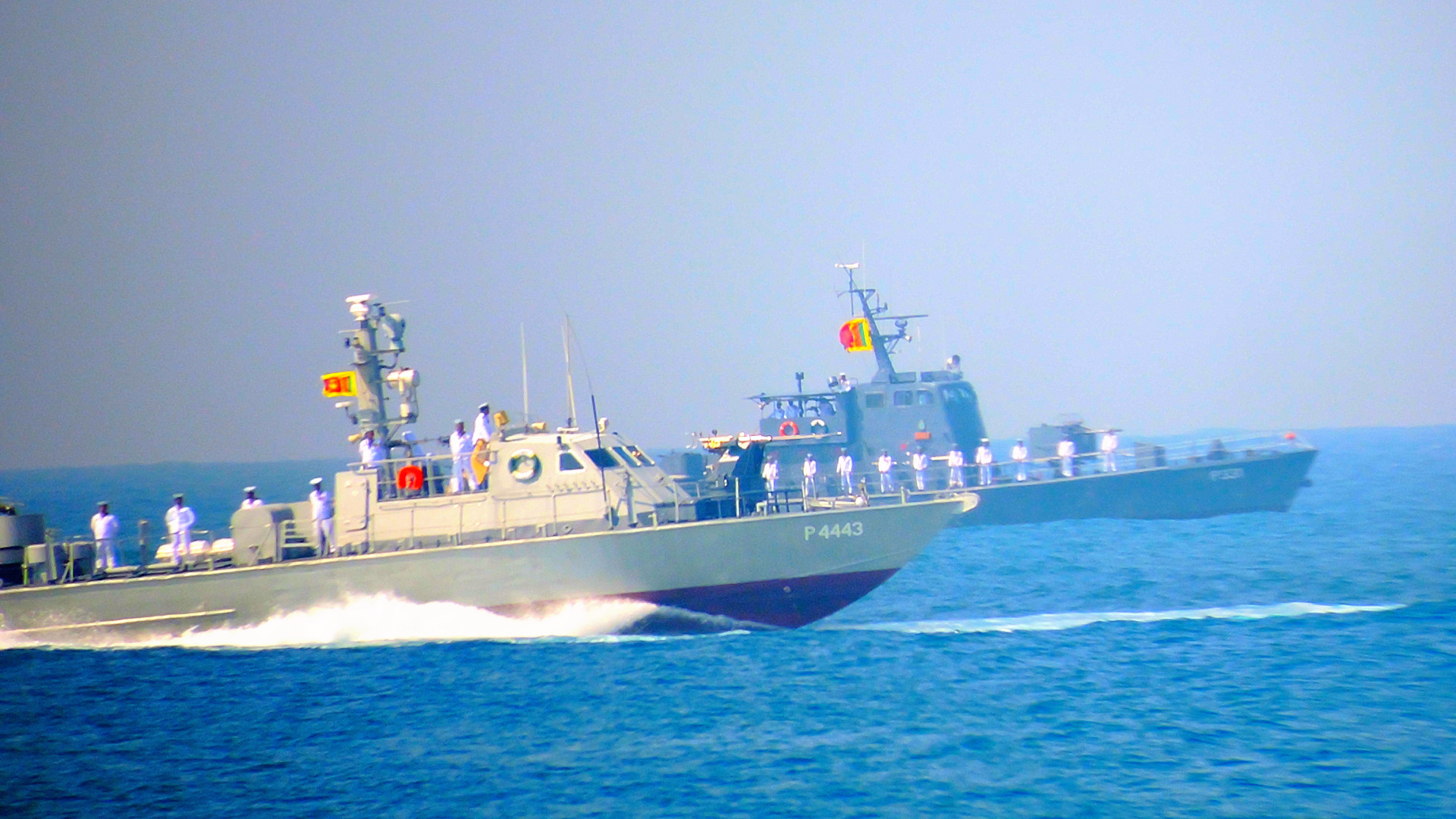
Classe Super Dvora Mk III srilankais en premier plan en 2018.

- Israël : Marine israélienne, 7, à la suite d'un premier contrat signé en janvier 2002, livraison à partir de 2004 de 4 unités, 3 autres commandés en 2013[1], livraison à partir de novembre 2016[2].
- Sri Lanka : Marine srilankaise, 6 achetés en 2010.
- Birmanie : Marine birmane, 4 commandés, les 2 premiers livrés en avril 2017[3],[4].
- Angola : Marine angolaise, 4 livrés en 2016[5].

## Source
- (en) Cet article est partiellement ou en totalité issu de l’article de Wikipédia en anglais intitulé « Super Dvora Mk III class patrol boat » (voir la liste des auteurs).